# Minio Vallis
Minio Vallis é um antigo vale fluvial no quadrângulo de Memnonia em Marte, localizado a 4.3° latitude sul e 151.8° longitude oeste.  Sua extensão é de 88 km e seu nome vem de de um nome clássico para rio na Itália.